# NBCUniversal Entertainment Japan
NBCUniversal Entertainment Japan LLC (NBCユニバーサル・エンターテイメントジャパン合同会社, Enubīshī Yunibāsaru Entāteimento Japan Gōdō-gaisha) (abreviado para NBCUEJ), anteriormente conhecida como Geneon Universal Entertainment Japan, Pioneer Entertainment, ou Pioneer LDC – Pioneer LaserDisc Company (ex-subsidiária da Pioneer Corporation), é uma empresa japonesa de produção e distribuição de anime e entretenimento doméstico, sediada em Akasaka, Minato, Tóquio, Japão. A Geneon foi a responsável pela produção e distribuição de várias séries de anime no Japão. A sede norte-americana da Geneon é especializada em traduzir e distribuir anime e produtos relacionados (como trilhas sonoras) pela região. O nome "Geneon" é uma junção das palavras em inglês "generate" e "eon".

## História
A Geneon Universal foi fundada sob o nome Pioneer LDC em 1993. Em julho de 2003, a companhia foi adquirida pela agência de propaganda e marketing, a japonesa Dentsu, e re-nomeada para Geneon Entertainment, e sua subsidiária norte-americana, a Pioneer Entertainment, foi re-nomeada para Geneon USA.
Em 20 de maio de 2004, a Geneon vendeu os seus direitos sobre a biblioteca de vídeo Extreme Championship Wrestling à WWE pela soma de US$100 milhões. A Geneon adquiriu os direitos da biblioteca de vídeos da companhia em 2001, três semanas após a falência desta. Em novembro, a Geneon USA assinou um acordo com a Tōei Animation para distribuir alguns de seus títulos no mercado norte-americano. Os primeiros títulos dentro do acordo foram Air Master, Interlude e Slam Dunk. O acordo terminou abruptamente em 2006.
Em março de 2007, a Geneon passou a ser a distribuidora exclusiva para a Bandai Visual USA na América do Norte. Quatro meses depois, foi anunciado que a ADV Films assumiria a distribuição, comercialização e vendas das propriedades da Geneon USA nos Estados Unidos a partir do dia 1 de outubro de 2007. De acordo com o anunciado, a Geneon USA continuaria a adquirir, licenciar, e produzir dublagens e legendas em inglês de anime para lançamento na América do Norte. O acordo, entretanto, foi cancelado em setembro, antes de ser praticado, e nenhuma das companhias deu detalhes além de afirmar que "não foram capazes de alcançar um acordo mútuo". No dia 3 de dezembro, a divisão Geneon USA foi fechada, e os títulos solicitados até o dia 5 de novembro foram fornecidos. Não se ouviu mais notícias dos títulos que estavam em processo de lançamento, ou dos licenciados, mas ainda não lançados. Os títulos da Bandai Visual USA que estavam sendo distribuídos pela Geneon não foram afetados pelo fechamento, apesar de que alguns tiveram o lançamento adiantado enquanto a Bandai Visual procurava por uma nova distribuidora.
Outra distribuidora norte-americana de anime, a Funimation Entertainment, começou a negociar com a Geneon USA para adquirir alguns dos títulos licenciados da companhia. Em julho de 2008, foi anunciado um acordo formal, e a Funimation adquiriu os direitos de "fabricação, venda e distribuição" de vários títulos de anime e filmes da Geneon. Em 12 de novembro de 2008, a Dentsu anunciou a venda de 80.1% de sua propriedade sobre a companhia à Universal Pictures International Entertainment (UP), da NBC Universal, que planejou unir a companhia com a divisão Universal Pictures Japan para formar uma nova companhia. A união ocorreu no dia 1 de fevereiro de 2009. A nova companhia passou a se chamar Geneon Universal Entertainment Japan.
Em 2013, a Geneon Universal muda seu nome para NBCUniversal Entertainment Japan.

## Recepção
Em 2006, a Geneon foi indicada como a "melhor companhia de anime" pela Sociedade pela Promoção da Animação Japonesa.